# Brachystachyum
Genre
Classification phylogénétique
Le genre Brachystachyum est un genre de bambou, de la famille des Poaceae. Ce genre monotypique (une seule espèce actuellement) est parfois incorporé au genre Semiarundinaria.

## Liste d'espèces
Selon NCBI (28 avr. 2010) :
- Brachystachyum densiflorum